# Bemessungshochwasser
Das Bemessungshochwasser (BHW) ist ein angenommenes Hochwasserereignis, das zur bautechnischen Dimensionierung (Bemessung) einer Hochwasserschutzanlage (zum Beispiel Deich, Hochwasserentlastungsanlage) oder einer anderen (wasser)baulichen Anlage dient.
Das Bemessungshochwasser wird über die Wahrscheinlichkeit definiert, mit der es auftreten kann, bzw. über die Zeiträume, in denen es einmal zu erwarten ist (z. B. jährlich oder alle 10, 200, 5000 … Jahre).
Typischerweise durch die Extrapolation von Zeitreihen von Niederschlags- bzw. Abflussmessungen und unter Berücksichtigung aller relevanten Einflüsse des Einzugsgebietes mit seinen Niederschlags- und Abflusseigenschaften wird ein gewisser Bemessungshochwasserzufluss angenommen, dem die Anlage beim Eintritt eines solchen Hochwasserbemessungsfalls ausgesetzt sein würde.

## Normung nach DIN
Die DIN 19700, die sich mit der Sicherheit von Stauanlagen befasst, sieht u. a. die Hochwasserbemessungsfälle 1 und 2 vor:
- Im Hochwasserbemessungsfall 1 muss die Stauanlage das Hochwasserereignis bzgl. Tragsicherheit, Gebrauchstauglichkeit und Dauerhaftigkeit uneingeschränkt überstehen
- Im Hochwasserbemessungsfall 2 muss die Stauanlage das Hochwasserereignis bzgl. Tragsicherheit und ohne globales Versagen (Dammbruch) überstehen

Die Bemessungshochwässer sind dabei für verschieden große Stauanlagen wie in der folgenden Tabelle angegeben definiert.
| Hochwasserbemessungsfall | Anlagen > 1 Mio. m³ | Anlagen > 50.000 m³ und ≤ 1 Mio. m³ | Anlagen ≤ 50.000 m³ |
| ------------------------ | ------------------- | ----------------------------------- | ------------------- |
| 1                        | alle 1000 a         | alle 500 a                          | alle 200 a          |
| 2                        | alle 10.000 a       | alle 5000 a                         | alle 1000 a         |

## Beispiele
Im Bundestagsbeschluss 17/14112 vom 25. Juni 2013 heißt es (S. 5):

„Vor dem Hintergrund der extremen Elbehochwasser 2002, 2006, 2011 und vor allem 2013 ist der Hochwasserschutz von herausragender Bedeutung für die Menschen im Einzugsgebiet der Elbe. Auf Grund dieser Erfahrungen wurde das sog. Bemessungshochwasser entlang der Elbe mittlerweile von einem
Bemessungswasserabfluss von 4000 m³/s auf 4545 m³/s erhöht. Eine einheitliche Empfehlung unter Mitwirkung der Länder hat es bisher aber noch nicht gegeben.
Auch bestehen weiterhin unterschiedliche Deichhöhen in den einzelnen Bundesländern. Der Hochwasserschutz muss daher nach länderübergreifenden einheitlichen Maßstäben in das Gesamtkonzept Elbe einbezogen werden. Statt der bisherigen eher abschnittsweisen, von den sektoralen Perspektiven und
Zuständigkeitsgrenzen geprägte Denk- und Handlungsweise, benötigen wir die Entwicklung einer Gesamtstrategie.“